# Canton de Briançon-1
Le canton de Briançon-1 est une circonscription électorale française du département des Hautes-Alpes, créée par le décret du 27 février 2014 et entrant en vigueur lors des élections départementales de 2015.

## Histoire
Un nouveau découpage territorial des Hautes-Alpes entre en vigueur en mars 2015, défini par le décret du 20 février 2014, en application des lois du 17 mai 2013 (loi organique 2013-402 et loi 2013-403). Les conseillers départementaux sont, à compter de ces élections, élus au scrutin majoritaire binominal mixte. Les électeurs de chaque canton élisent au Conseil départemental, nouvelle appellation du Conseil général, deux membres de sexe différent, qui se présentent en binôme de candidats. Les conseillers départementaux sont élus pour six ans au scrutin binominal majoritaire à deux tours, l'accès au second tour nécessitant 12,5 % des inscrits au premier tour. En outre la totalité des conseillers départementaux est renouvelée. Ce nouveau mode de scrutin nécessite un redécoupage des cantons dont le nombre est divisé par deux avec arrondi à l'unité impaire supérieure si ce nombre n'est pas entier impair, assorti de conditions de seuils minimaux. Dans les Hautes-Alpes, le nombre de cantons passe ainsi de 30 à 15. Le canton de Briançon-1 fait partie des sept nouveaux cantons du département, les huit autres cantons portant la dénomination d'un ancien canton, mais avec des limites territoriales différentes.

## Représentation
| Période élective | Période élective | Mandat | Mandat   | Identité      | Nuance | Nuance | Qualité |
| ---------------- | ---------------- | ------ | -------- | ------------- | ------ | ------ | --- |
| 2015             | 2021             | 2015   | 2021     | Marine Michel |        | LR     | Commerçante à Chantemerle 9e vice-présidente, chargée des syndicats mixtes et de la mise en œuvre du Plan départemental des espaces, sites et itinéraires Conseillère municipale de Saint-Chaffrey (2020 → ) 6e vice-présidente de la Communauté de communes du Briançonnais |
| 2015             | 2021             | 2015   | 2021     | Arnaud Murgia |        | LR     | Maire de Briançon (2020 → ) Président de la Communauté de communes du Briançonnais (2020 → ) |
| 2021             | 2028             | 2021   | en cours | Marine Michel |        | LR     | Conseillère sortante, 3ème Vice-Présidente du conseil départemental |
| 2021             | 2028             | 2021   | en cours | Arnaud Murgia |        | LR     | Conseiller sortant, 5ème Vice-Président du conseil départemental |

### Résultats détaillés

#### Élections de mars 2015
À l'issue du 1er tour des élections départementales de 2015, deux binômes sont en ballottage : Alain Fardella et Laurence Fine (DVG, 43,84 %) et Marine Michel et Arnaud Murgia (UMP, 39,86 %). Le taux de participation est de 51,46 % (3 866 votants sur 7 512 inscrits) contre 54,61 % au niveau départementalet 50,17 % au niveau national.
Au second tour, Marine Michel et Arnaud Murgia (UMP) sont élus avec 53,4 % des suffrages exprimés et un taux de participation de 57,29 % (2 127 voix pour 4 304 votants et 7 512 inscrits).

#### Élections de juin 2021
Le premier tour des élections départementales de 2021 est marqué par un très faible taux de participation (33,26 % au niveau national). Dans le canton de Briançon-1, ce taux de participation est de 43,16 % (3 282 votants sur 7 604 inscrits) contre 41,95 % au niveau départemental. À l'issue de ce premier tour, deux binômes sont en ballottage : Marine Michel et Arnaud Murgia (Union à droite, 55,5 %) et Sébastien Fine et Natalia Sertour (DVC, 25,76 %).
Le second tour des élections est marqué une nouvelle fois par une abstention massive équivalente au premier tour. Les taux de participation sont de 34,3 % au niveau national, 42,97 % dans le département et 46,76 % dans le canton de Briançon-1. Marine Michel et Arnaud Murgia (Union à droite) sont élus avec 62,66 % des suffrages exprimés (2 066 voix pour 3 554 votants et 7 601 inscrits),,.

## Composition
| Nom                              | Code Insee | Intercommunalité   | Superficie (km2) | Population (dernière pop. légale)               | Densité (hab./km2) | Modifier                                    |
| -------------------------------- | ---------- | ------------------ | ---------------- | ----------------------------------------------- | ------------------ | ------------------------------------------- |
| Briançon (bureau centralisateur) | 05023      | CC du Briançonnais | 28,07            | Fraction : 1 911 (2022) Commune : 10 748 (2022) | 383                | modifier les données · modifier les données |
| Cervières                        | 05027      | CC du Briançonnais | 109,68           | 189 (2022)                                      | 1,7                | modifier les données · modifier les données |
| La Grave                         | 05063      | CC du Briançonnais | 126,91           | 479 (2022)                                      | 3,8                | modifier les données · modifier les données |
| Le Monêtier-les-Bains            | 05079      | CC du Briançonnais | 97,87            | 968 (2022)                                      | 9,9                | modifier les données · modifier les données |
| Puy-Saint-André                  | 05107      | CC du Briançonnais | 15,37            | 471 (2022)                                      | 31                 | modifier les données · modifier les données |
| Puy-Saint-Pierre                 | 05109      | CC du Briançonnais | 7,74             | 517 (2022)                                      | 67                 | modifier les données · modifier les données |
| Saint-Chaffrey                   | 05133      | CC du Briançonnais | 25,88            | 1 504 (2022)                                    | 58                 | modifier les données · modifier les données |
| La Salle-les-Alpes               | 05161      | CC du Briançonnais | 35,42            | 919 (2022)                                      | 26                 | modifier les données · modifier les données |
| Villar-d'Arêne                   | 05181      | CC du Briançonnais | 77,51            | 290 (2022)                                      | 3,7                | modifier les données · modifier les données |
| Villar-Saint-Pancrace            | 05183      | CC du Briançonnais | 42,53            | 1 433 (2022)                                    | 34                 | modifier les données · modifier les données |
| Canton de Briançon-1             | 0502       |                    |                  | 8 681 (2022)                                    |                    | modifier les données                        |

Le canton de Briançon-1 comprend :
1. neuf communes entières,
2. la partie de la commune de Briançon située à l'ouest d'une ligne définie par l'axe des voies et limites suivantes : depuis la limite territoriale de la commune de Puy-Saint-Pierre, ligne droite jusqu'au carrefour entre le chemin de Fortville et l'avenue du Dauphiné, avenue du Dauphiné, avenue du Professeur-Forgues, avenue de la Libération, chemin de la Tour, avenue du Général-Barbot, avenue du 159e-Régiment-d'Infanterie-Alpine, avenue Maurice-Petsche, route de Gap, ligne droite jusqu'à la limite territoriale de la commune de Puy-Saint-Pierre, en passant par l'extrémité de la route de Puy-Saint-Pierre.

## Démographie
En 2022, le canton comptait 8 681 habitants, en évolution de −5,86 % par rapport à 2016 (Hautes-Alpes : +0,4 %, France hors Mayotte : +2,11 %).
| 2013  | 2018  | 2022  |
| ----- | ----- | ----- |
| 9 504 | 8 688 | 8 681 |